# Surveyor 5
La Surveyor 5 va ser la cinquena missió del Programa Surveyor. Va descendir en la Mare Tranquillitatis, a 1º 24' 36 N, 23º 10' 48 E, a l'interior d'un cràter de 10 m de diàmetre i a sols 25 km del lloc destinat a l'Apol·lo 11. Va dur a terme una anàlisi química amb partícules alfa que va revelar l'existència de basalts lunars. Va emetre 19.118 imatges en total. Va sobreviure a la primera nit lunar (-150º), però la qualitat de les dades va disminuir.

## Galeria

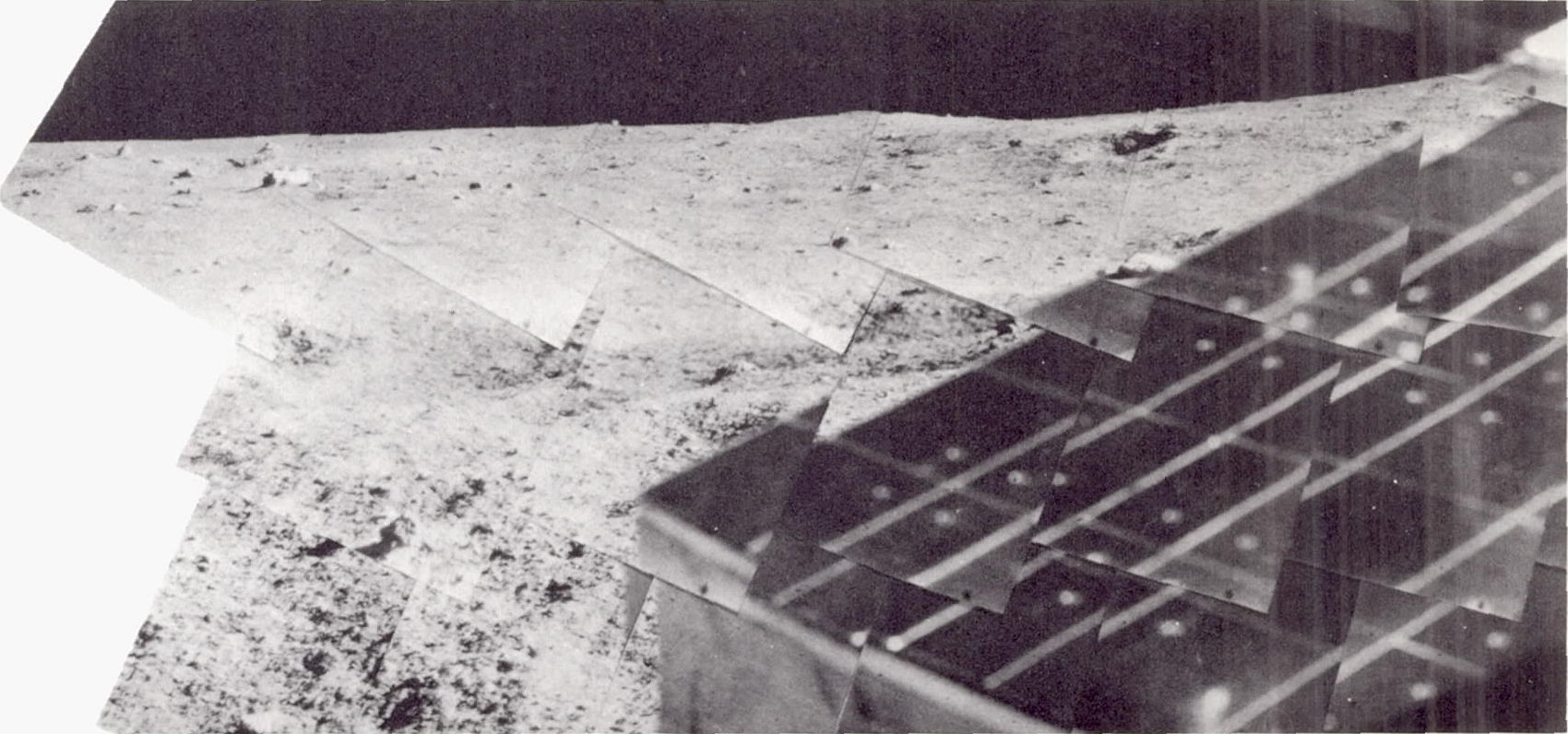
Surveyor 5 panorama
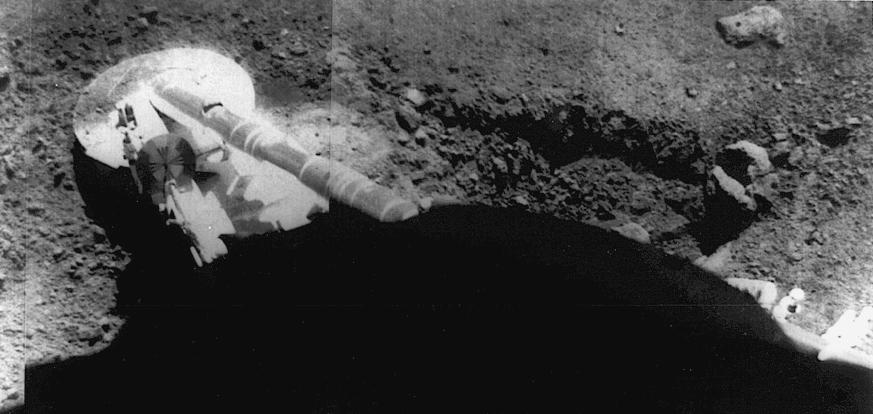
Potes de la Surveyor 5
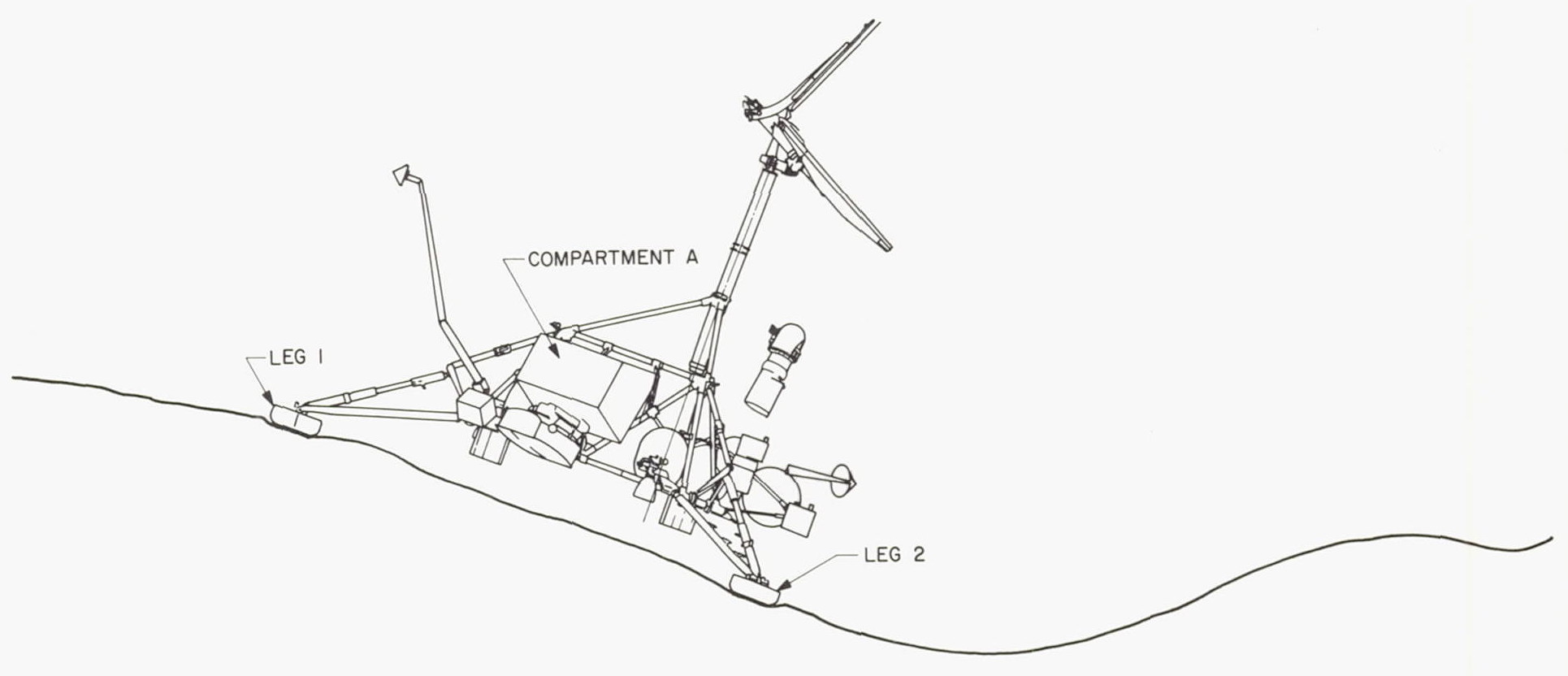
Surveyor 5 inclinació